# Gavà

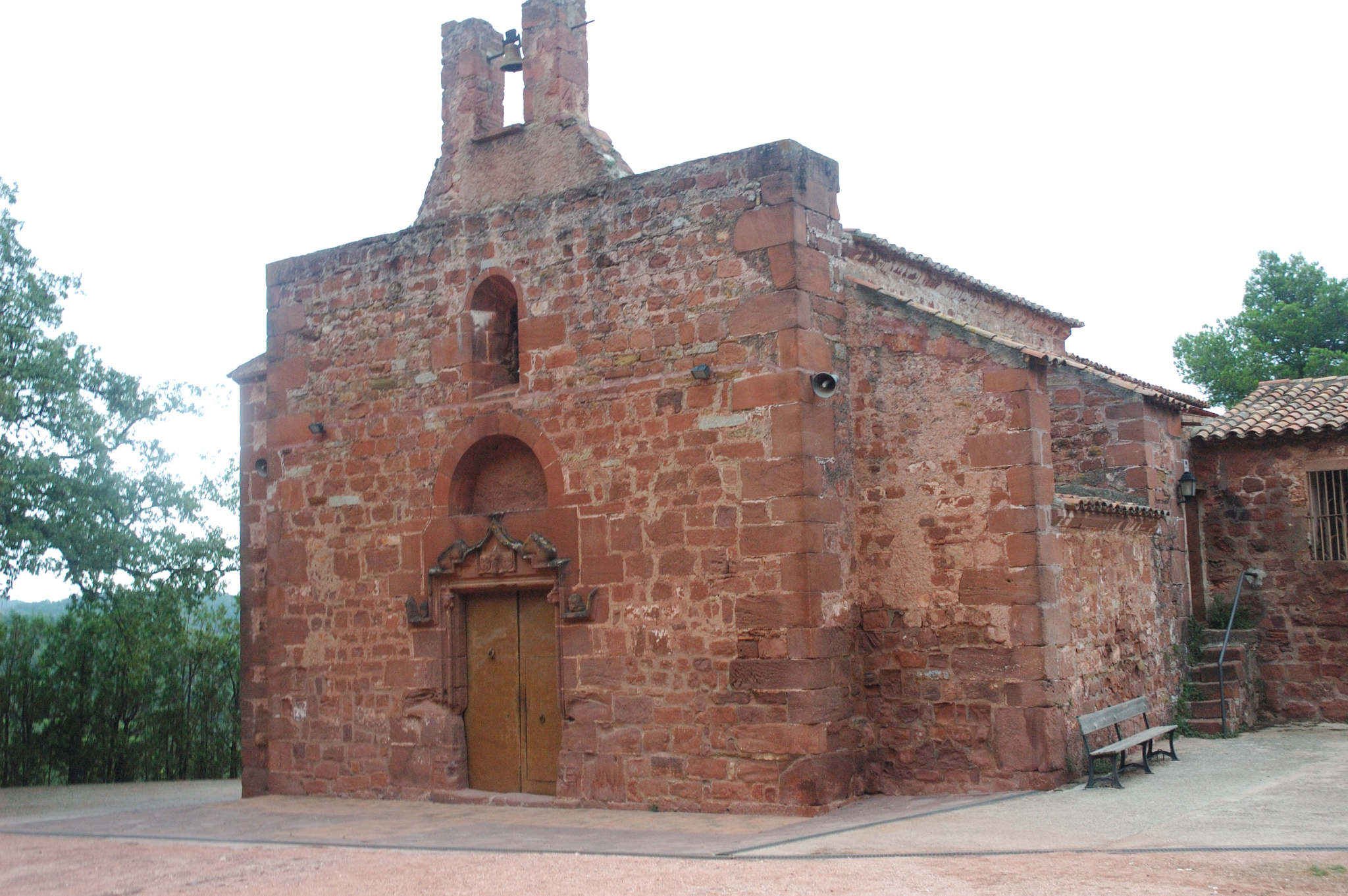
Ermita de Bruguers

Gavà este o localitate în Spania în comunitatea Catalonia în provincia Barcelona. În 2007 avea o populație de 44.678 locuitori cu o suprafață de 31 km2.
- El Portal de Gavá

1. 1 2   http://www.idescat.cat/pub/?id=aec&n=925&t=2016 Lipsește sau este vid: |title= (ajutor)